# Hypsiboas hypselops
Espèce
Statut de conservation UICN

 DD  : Données insuffisantes
"Hypsiboas" hypselops est une espèce d'amphibiens de la famille des Hylidae dont la position taxonomique est incertaine (Incertae sedis). Amphibian Species of the World la rapproche de Hypsiboas.

## Répartition
Cette espèce a été décrite comme venant du Pérou.

## Publication originale
- Cope, 1871 "1870" : Eighth Contribution to the Herpetology of Tropical America. Proceedings of the American Philosophical Society, vol. 11, no 81, p. 553-559 (texte intégral).